# Joseph Caspar Jeuch
Joseph Caspar Jeuch (* 21. November 1811 in Baden; † 14. August 1895 in Baden) war ein Schweizer Architekt des Historismus.

## Leben
Joseph Caspar Jeuch wurde am 21. November 1811 in Baden als Sohn des Caspar Anton und der Veronika Jeuch geboren. Der Vater Caspar Anton betrieb ein Kurhotel und -bad. Seinen Beruf erlernte Joseph Caspar 1829–1835 bei Friedrich von Gärtner in München an der Königlichen Bayerischen Akademie. Nach einer Studienreise nach Italien arbeitete er ab 1837 als selbständiger Architekt in seiner Heimatstadt Baden, die in dieser Zeit einen Aufschwung als Bäderstadt erlebte, weshalb viele Neubauten von Wohnhäusern, Hotels sowie Kur- und Badeanlagen entstanden. In etablierter Stellung heiratete er 1845 Maria Carolina Oederlin.
Als Bauverwalter von Baden prägte er in der Zeit von 1842 bis 1855 und ein zweites Mal zwischen 1857 und 1866 die Sanierung der Altstadt bei der Schleifung der Befestigungsanlagen und beim Bau der Eisenbahn. Öffentliche Bauaufgaben des Kantons Aargau umfassten verschiedene Schulhausbauten im ganzen Kanton, besonders erwähnenswert ist das Schulhaus von Birr zusammen mit dem Grabdenkmal des Erziehers Johann Heinrich Pestalozzi zu dessen 100. Geburtstag 1846. Jeuch errichtete zahlreiche Sakralbauten, darunter 1850–1852 die Synagoge Endingen im maurischen Stil und 1851–1853 die katholische Pfarrkirche St. Peter und Paul in Leuggern, die als einer der ersten neugotische Kirchenbauten in der Schweiz grosse Beachtung fand. Nach seinen Plänen
entstand sodann der Neubau der Infanteriekaserne Aarau 1847 bis 1849.
An Architekturwettbewerben, beispielsweise 1858 für das Polytechnikum in Zürich oder 1855–1856 für die Elisabethenkirche in Basel, unterlagen Jeuchs Wettbewerbsbeiträge den Entwürfen von Gottfried Semper, Ferdinand Stadler, Leonhard Zeugheer oder Gustav Albert Wegmann.
Der Schweizerische Ingenieur- und Architektenverein (SIA) ernannte ihn 1887 zum Ehrenmitglied.
Joseph Caspar Jeuch starb am 14. August 1895 in Baden.

## Werke
- Villa Alice, Lenzburg (1837–38)
- Villa Malaga, Lenzburg (1840)
- Badhotel Verenahof, Baden (1845–1847)
- Dependance des Hotels Ochsen, Baden (1845–1847)
- Infanteriekaserne, Aarau (1847–1849)
- Schulhaus mit dem Grabdenkmal des Erziehers Johann Heinrich Pestalozzi, Birr (1845–1846)
- Synagoge Endingen im maurischen Stil (1850–1852)
- Katholische Pfarrkirche St. Peter und Paul, Leuggern (1851–1853)
- Kirche in Bellikon (1854–1855)
- katholische Pfarrkirche St. Mauritius in Berikon (1856–1858)
- Katholische Pfarrkirche St. Georg in Bünzen (1860–1862)

Wettbewerbsentwürfe:
- Kantonsspital, Zürich (1835–1836), unterlegen gegen Leonhard Zeugheer und Gustav Albert Wegmann
- Elisabethenkirche, Basel (1855–1856), unterlegen gegen Ferdinand Stadler
- Polytechnikum, Zürich (1858), unterlegen gegen Gottfried Semper
- Stadtkirche Glarus, 1862, unterlegen gegen Ferdinand Stadler

## Bilder

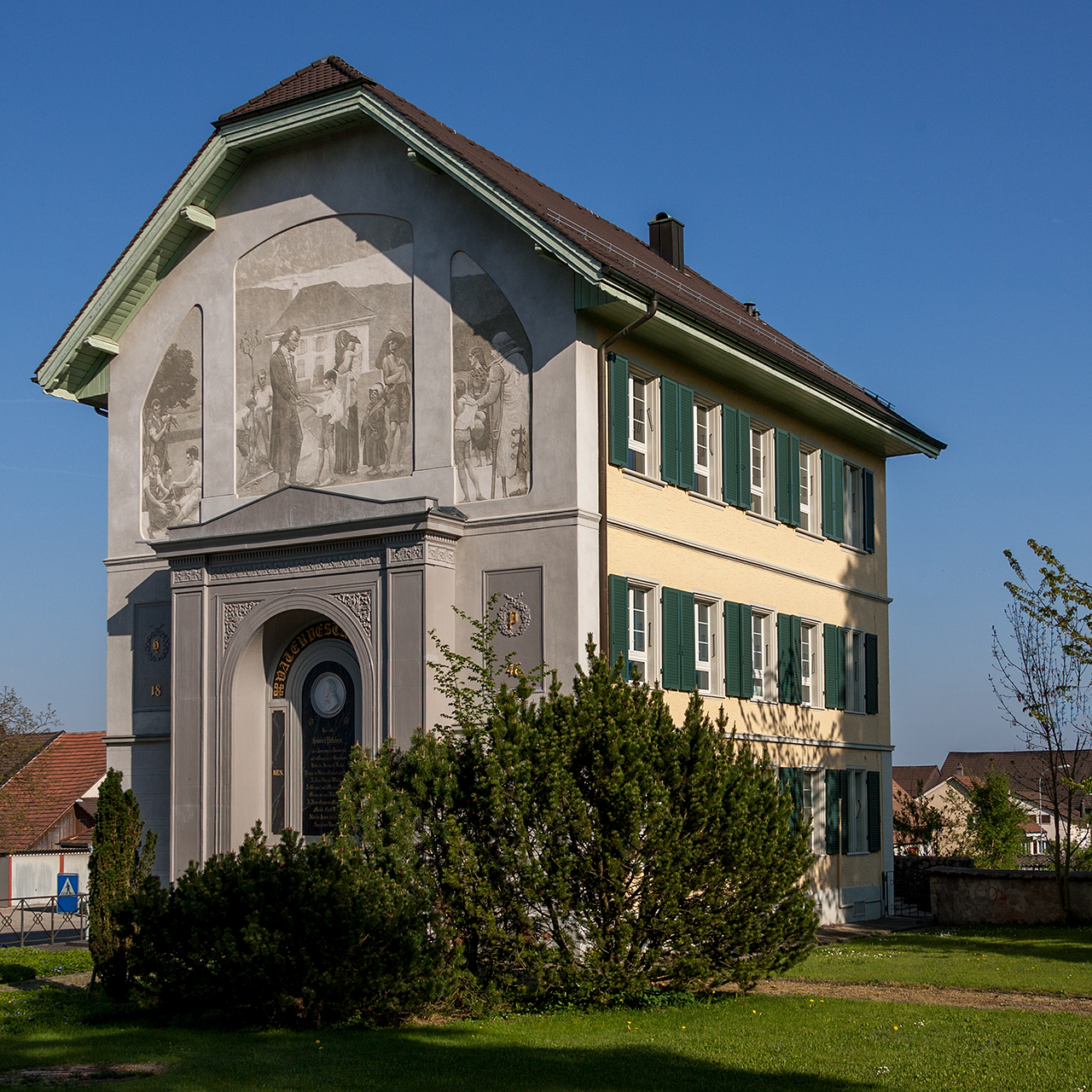
Schulhaus in Birr, Pestalozzidenkmal
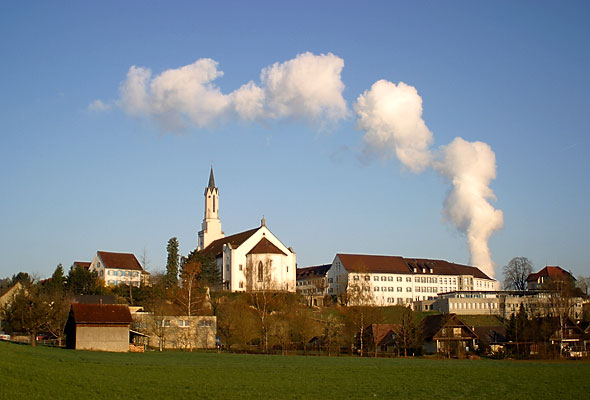
Kirche Leuggern
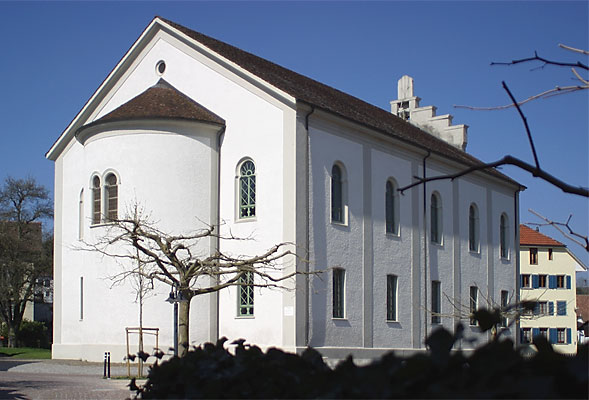
Die Synagoge Endingen
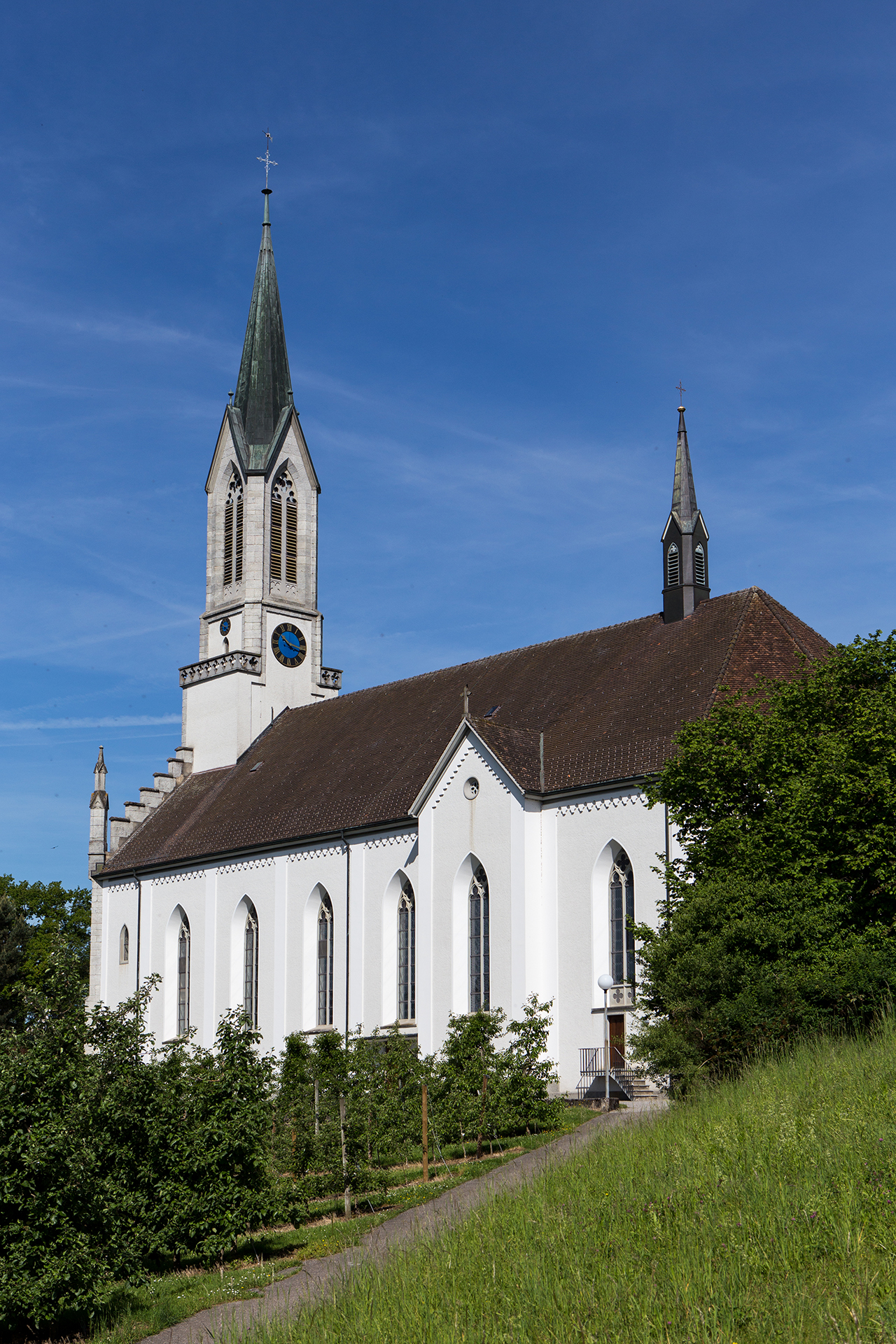
Pfarrkirche in Bünzen
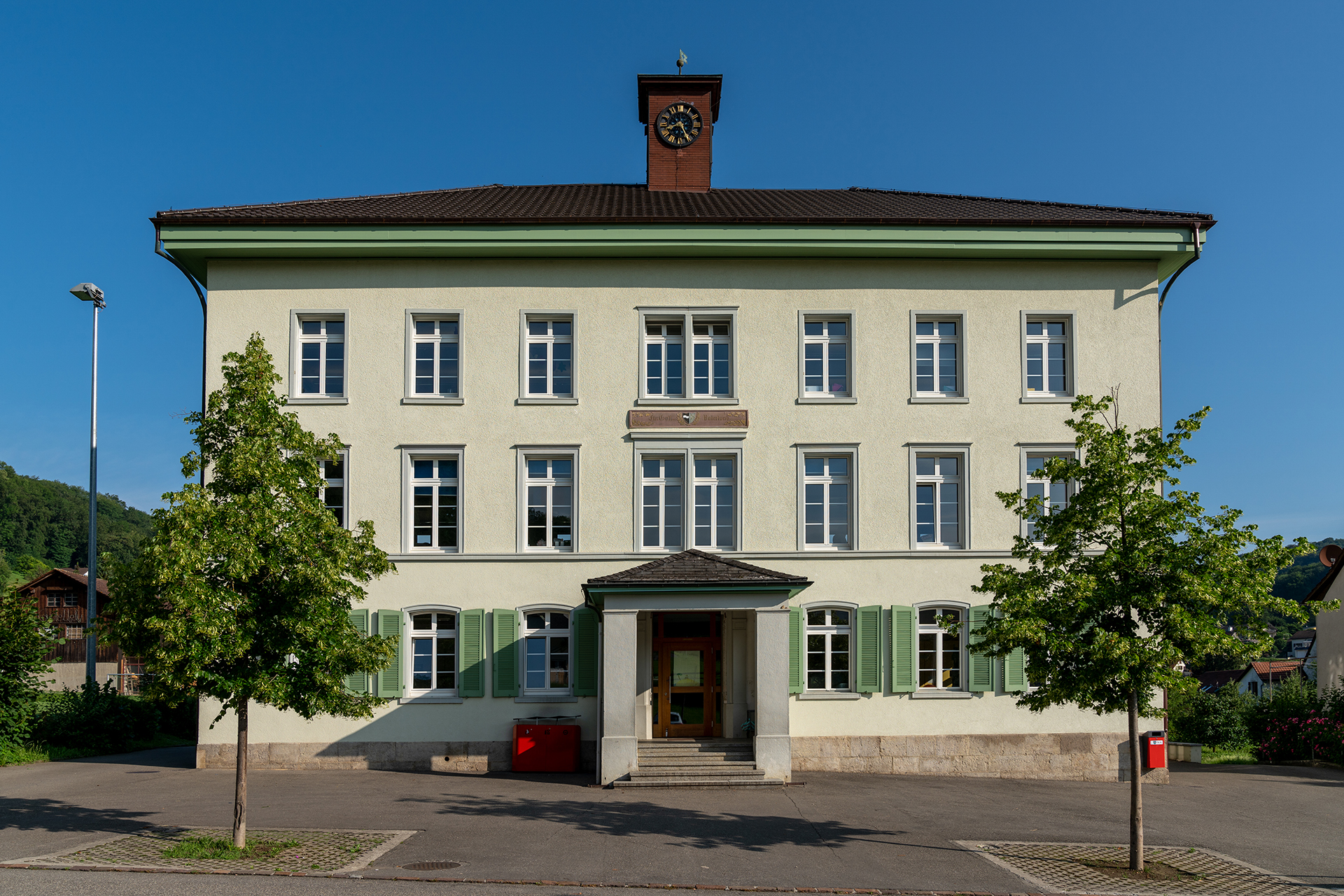
Schulhaus in Hellikon